# Pfarrkirche Spillern

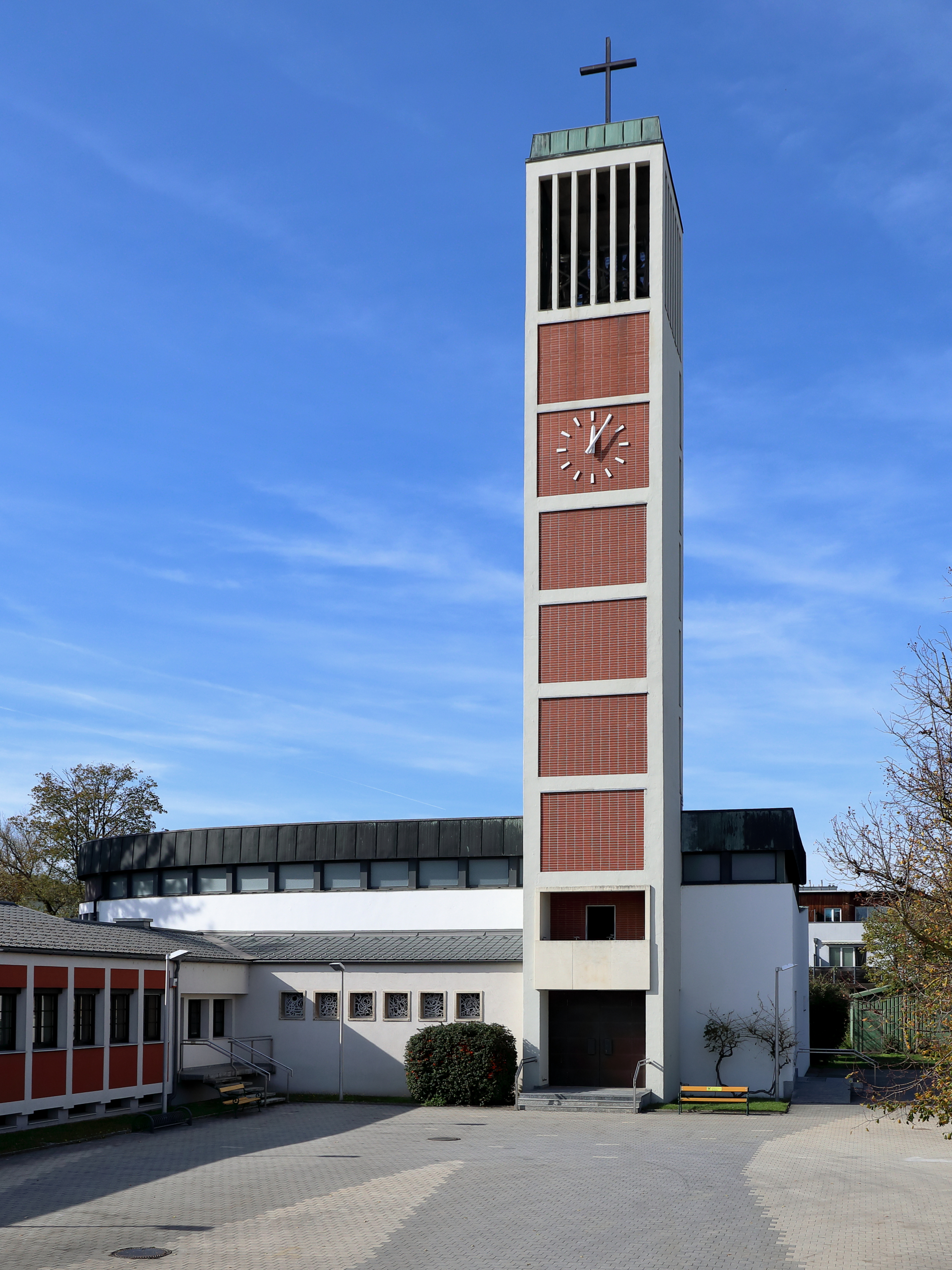
Pfarrkirche Spillern

Die Pfarrkirche Spillern steht in der Gemeinde Spillern in Niederösterreich. Die römisch-katholische Pfarrkirche Heiliger Geist gehört zum Dekanat Korneuburg im Vikariat Unter dem Manhartsberg der Erzdiözese Wien.

## Lage
Die Pfarrkirche Spillern liegt in nächster Nähe zu Gemeindezentrum, Volksschule und Kindergarten der Gemeinde Spillern am Kirchenplatz 1.

## Geschichte
Erst im Jahre 1750 wurde für die Katholiken in Spillern eine hölzerne Kapelle an der Stockerauer Straße errichtet. Anstelle der Kapelle erbaute die Pfarre Stockerau 1831 eine Filialkirche, die am 15. August 1931 auf den Namen „Maria Hilf“ geweiht wurde. Der kleine Bau wurde für die stark wachsende Gemeinde jedoch bald zu klein. Deshalb wurde während der Zeit des Zweiten Vatikanischen Konzils eine neue Kirche geplant und gebaut. Parallel wurde ein Pfarrheim und ein Jugendzentrum eröffnet. Die fertiggestellte Kirche wurde am 5. September 1965 unter dem Titel „Zum Heiligen Geist“ geweiht. Die alte, renovierungsbedürftige Filialkirche wurde der evangelischen Pfarrgemeinde Stockerau überlassen, die die Kirche 1969 als Heilandskirche Spillern neu weihte. Mit dem 1. Jänner 1966 erfolgte die Erhebung zu einer eigenen Pfarre. Erster Pfarrer war Josef Rinder. Auf ihn folgte 1976 Pfarrer Franz Forsthuber, der neben der Pfarre Spillern auch die Pfarre Kleinwilfersdorf (Gemeinde Leitzersdorf) mit den Filialkirchen von Oberrohrbach und Unterrohrbach (Gemeinde Leobendorf) betreut. Seit September 2016 ist Paul Dubovsky Pfarrmoderator in den Pfarren Spillern und Kleinwilfersdorf.

## Architektur
Die Pfarrkirche Spillern ist ein moderner Flachbau mit einem 32 m hohen Glockenturm und angebauter Marienkapelle. Im Inneren wurde die Pfarrkirche nach den Leitlinien der konziliaren Liturgiereform von 1963 konzipiert. So wurde der weiße Marmoraltar im Mittelpunkt der Apsis aufgestellt. Architektonisch bedeutend sind die Betonglasfenster, die von der Wiener Künstlerin Clarisse Praun gestaltet wurden. Das gebogene Hauptfenster hat eine Breite von 10,5 m, eine Höhe von 5,5 m und schließt die Apsis gegen Süden ab. Durch das einfallende Sonnenlicht und die bunten Glassteine entsteht im Kirchenraum eine besondere Atmosphäre. Die sechs Fenster an der östlichen Seite des Kirchenraumes stellen die Sakramente dar, wobei das Sakrament der Taufe fehlt. Dieses wird durch den Taufbrunnen, der am Beginn der Fensterreihe situiert ist, dargestellt. Die Betonglasfenstern der Marienkapelle widmen sich dem Leben der heiligen Maria.

## Orgel
Die Orgel aus 1967 mit 12 Registern wurde von OÖ Orgelbauanstalt gebaut.

## Glocken
In der Glockenstube hängen vier Glocken, die von der Glockengießerei Pfundner in Wien gegossen wurden. Die kleine Glocke stammt von 1948, die übrigen von 1965. Sie erklingen in den Schlagtönen es1, as1, c2 und es2 (As-Dur-Akkord).